# ВАЗ-21129
ВАЗ-21129 — семейство бензиновых 4-цилиндровых инжекторных двигателей производства АвтоВАЗа. Был создан в 2015 году на базе двигателя ВАЗ-21127 (1600 куб.см.). В отличие от предшественника: имеет пониженную степень сжатия (что позволяет снизить вероятность появления детонации), переработана система выпуска и резонансного впуска, скорректирована электронная система управления двигателем (ЭСУД) (что позволило улучшить экологический класс до Евро-5) и изменены опоры крепления двигателя.
Применены более тонкие компрессионные кольца, что позволяет снизить внутренние потери на трение.
В днищах поршней, как и в предшественнике (21127) присутствуют выточки под тарелки клапанов, но они не предотвращают контакт клапана с поршнем при нарушении фаз газораспределения или обрыве ремня привода ГРМ. С 2018 года на новые двигатели устанавливаются "безвтыковые" поршни, предотвращающие такой контакт.
На впуске применена система заслонок, регулирующих длину впускного коллектора, что позволяет оптимизировать тяговые возможности двигателя (крутящий момент) в более широком диапазоне оборотов.
Предназначен для установки в автомобили семейства Xray и Vesta.
С октября 2017 года начал устанавливаться на  Lada Largus (вместо Renault K4M). Комплектуется механической и «роботизированной» (АМТ) коробками передач. Экологический класс: Евро-5. Масса: 92,5 кг.